# مشروع السيارة نورث أمريكان إيجل

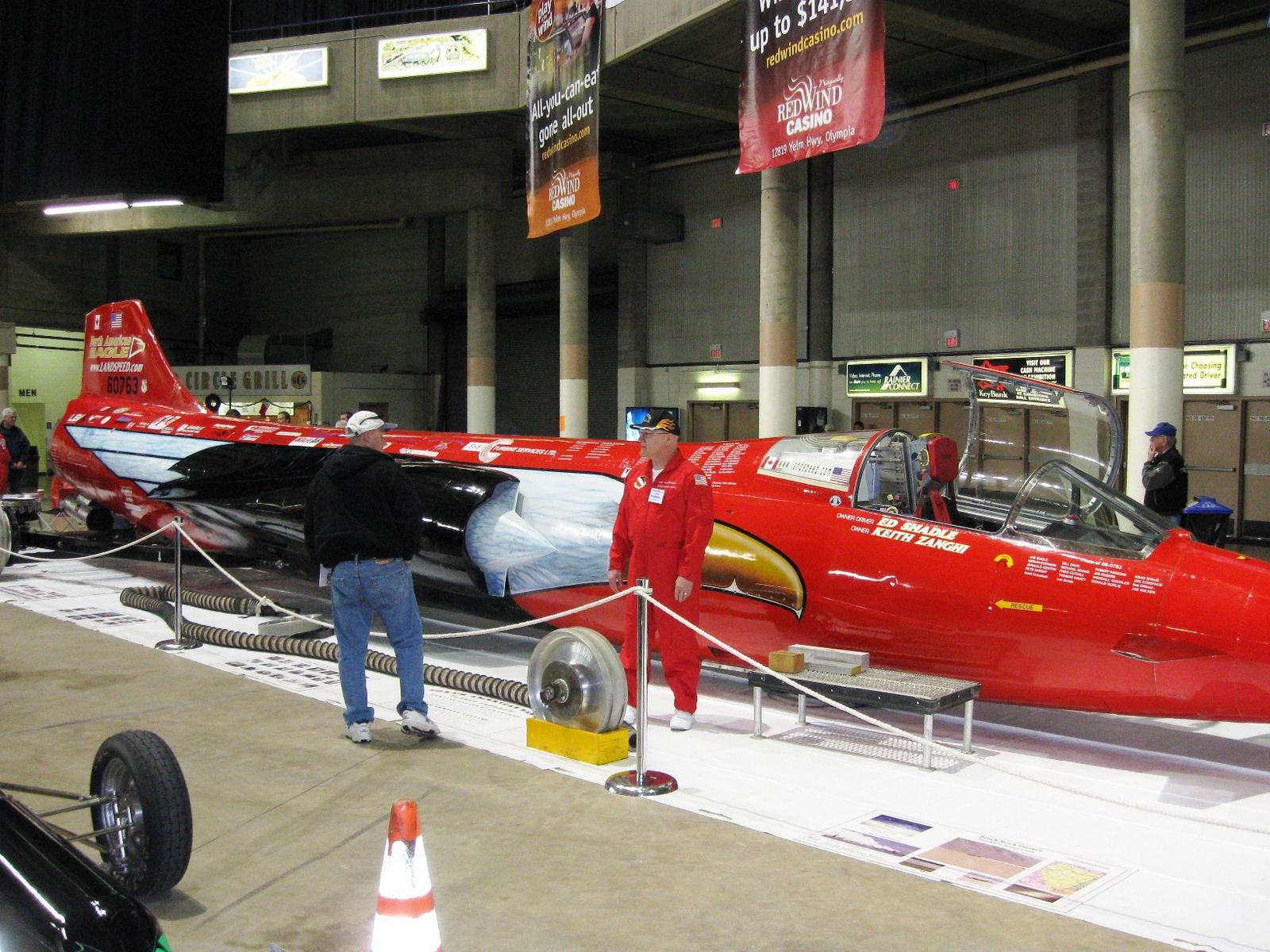

مشروع سيارة نورث أمريكان إيجل هي سيارة نفاثة أسرع من الصوت تستهدف كسر الرقم القياسي للسرعة على الأرض 1.002 ماخ (1,220 كم/ساعة) بالوصول إلى سرعة 1,300 كم/س (1.058 ماخ) في الرابع من يوليو 2010. السيارة هي تعاون تطوعي بين إد شادل (67)، مهندس صيانة حواسب متقاعد وصديقه كيث زنگي، المهندس الميكانيكي، بدون أي تمويل خارجي، ويساعدهم نحو 40 متطوع. بدأ المشروع بشراء شادل، عام 2001، لطائرة اعتراضية قديمة، التي أحيلت للتقاعد عام 1970، من طراز لوكهيد اف-104 ستار فايتر بمبلغ 25,000 دولار.
الرقم القياسي الحالي، 1,220 كم/س، حققته، عام 1997، ثرست، السيارة الأسرع من الصوت البريطانية، وتسعى السيارة بلود هاوند لإبقاء قصب السباق في بريطانيا.

## المركبة
الطول- 56 قدم (17.07 متر)
الوزن- 13,000 رطل (5,900 كج)
الشاسيه - اف-104 ستار فايتر with North American Eagle design suspension and systems integration.

## القوة
المحرك- جنرال الكتريك ال ام - 1500 تربوجت (تنويعة من جنرال إلكتريك J79) أمدتهم به S&S Turbine Services, Ltd., فورت سانت جون، كلومبيا البريطانية.
الدفع:
- Stock Engine للاختبارات منخفضة السرعة: 42,500 hp (31.7 واط)
- Specially Enhanced Engine for record: 52,000 hp (52,700 حصان متري)

استهلاك الوقود- Stock engine
- Idle: 40 غالون أمريكي (151 ل؛ 33 غالون إمب) per minute
- 100% عسكري: 80 غالون أمريكي (303 ل؛ 67 غالون إمب) per minute
- Full AB: 90 غالون أمريكي (341 ل؛ 75 غالون إمب) في الدقيقة

## نظام الكبح (الفرامل)
يجري استخدام أربع طرق لإبطاء العربة. (1) مكابح هوائية عالية السرعة، وكانت تـُستعمل سابقاً كمكابح انقضاض في المقاتلة اف-104. (2) مظلات عالية السرعة تنطلق بسرعة 1,120 كم/س (3) مظلات منخفضة السرعة تنطلق عند سرعات < 560 كم/س (4) مغناطيس نيوديميوم neodymium magnet مضاد للانزلاق أو مغناطيس نيب NIB magnet، نيوديميوم حديد بورون — Nd2Fe14B مغناطيس عناصر أرضية نادرة.

## وصلات خارجية
- North American Eagle Project
- "North American Eagle Project eyes speed record", الأرض والسماء (2006-12-01).
  - part 1
  - part 2.

‌